# Diecezja Brahmavar

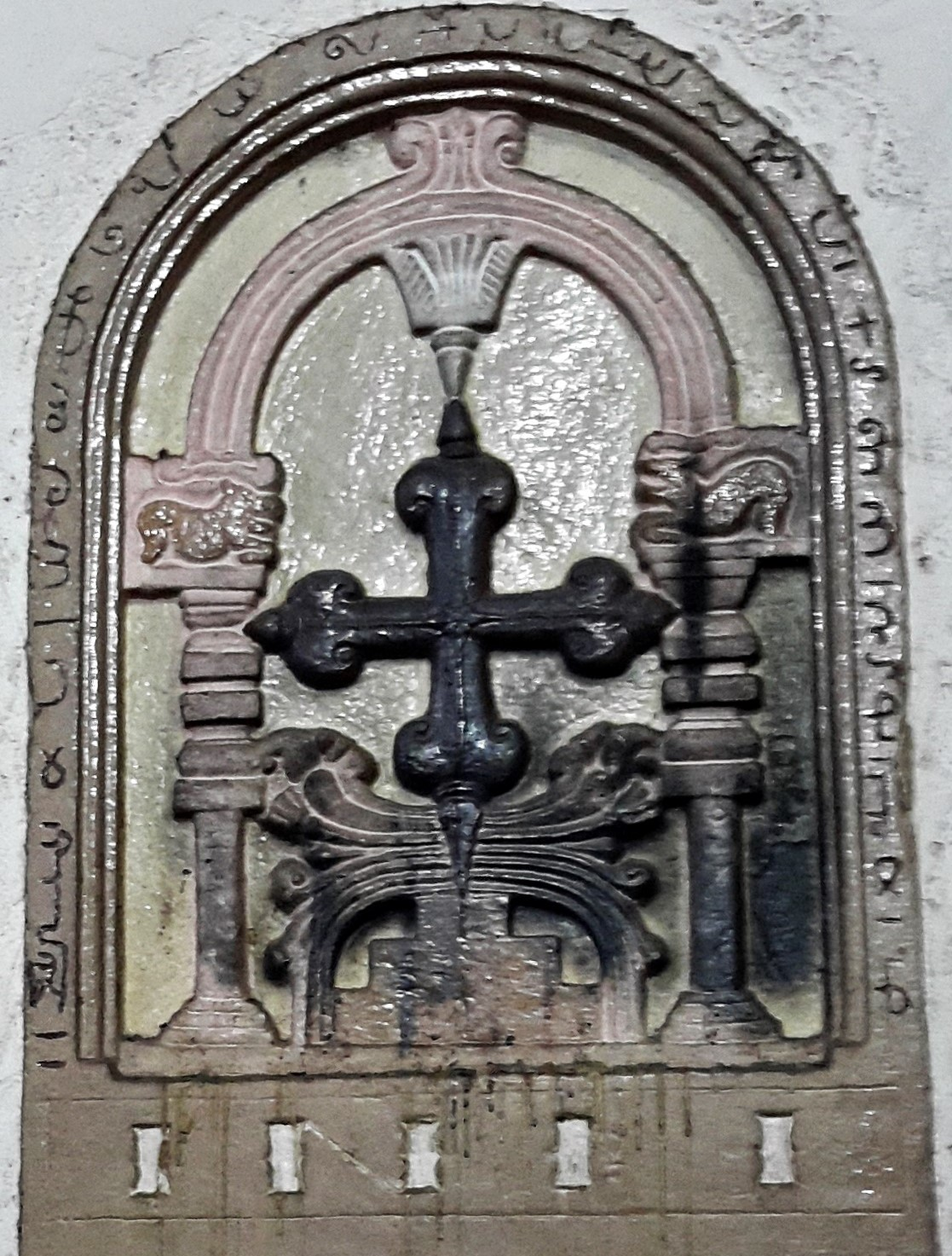
Krzyż chrześcijański kościoła

Diecezja Brahmavar – diecezja Malankarskiego Kościoła Ortodoksyjnego z siedzibą w Brahmavar w stanie Kerala w Indiach. Obejmuje stan Goa, przyległe obszary Kerali i Karnataki oraz Zjednoczone Emiraty Arabskie. W jej skład wchodzi 35 parafii. Diecezję zamieszkuje 2800 rodzin.
Została erygowana w sierpniu 2010. Diecezja posiada dwie katedry - w Brahmavar i w Abu Zabi. Posługuje w niej 29 księży, w tym jeden chorbiskup i jeden mnich.

## Biskupi
- Yakob Mar Elias (od 2010)